# Franz Kranebitter (Politiker, 1906)
Franz Kranebitter (* 7. Januar 1906 in Oberlienz; † 3. Januar 1977 in Perlog) war ein österreichischer Bergbauer, Parlamentarier und Gründer des Osttiroler Boten.

## Leben
Nach Volks- und Fortbildungsschule besuchte Kranebitter von 1929 bis 1931 die landwirtschaftliche Fachschule in Lienz. Schon drei Jahre nach seiner schulischen Laufbahn wurde er zum Bezirksobmann der Tiroler Jungbauernbewegung gewählt. Dieses Amt bekleidete er bis 1938. Wenige Tage nach dem Ende des Zweiten Weltkriegs im Mai 1945 wurde Kranebitter Bezirksbauernführer. Er versuchte die Bevölkerung dafür zu motivieren, sich in dieser schweren Zeit gegenseitig zu helfen. Jeder der Lebensmittel entbehren konnte, wurde dazu aufgerufen, diese abzuliefern, um damit Bedürftige zu unterstützen.
Kranebitter erkannte die Schwächen der, für die Aufrufe verwendeten, Rundschreiben. Seine Überzeugung, eine Zeitung herauszubringen, wuchs auf Grund der andauernden Schwierigkeiten der Lebensmittelversorgung. Er bat bei den englischen Besatzungstruppen um die Erlaubnis, eine Wochenzeitung, mit dem Titel „Osttiroler Bote“, für Osttirol herausgeben zu dürfen. Damit sollte die Versorgung und der Wiederaufbau erleichtert werden. Kranebitters Ansuchen wurde gegen Ende dieses Jahres genehmigt. 
Auch politisch war er sehr engagiert. Bei den Landtagswahlen im Herbst 1945 war er Listenführer der Osttiroler ÖVP. Nachdem Nationalrat Dr. Josef Stemberger unerwartet verstarb, nahm Kranebitter im Oktober 1947 dessen Position ein.
Er gilt auch als "Vater" der Felbertauernstraße. Schon im ersten Jahr seiner politischen Tätigkeit griff er die Pläne zum Bau dieser Straßenverbindung auf. Zum ersten Mal wurde über eine Tunnelvariante nachgedacht. Kranebitter wollte mit diesem Bau die Naturschönheiten dieses Gebiets für den Tourismus erschließen. Dabei wurde er vom Tiroler Landtag unterstützt. Fünf Jahre lang wurde an der Felbertauernstraße gebaut, bis sie schließlich im Jahre 1967 eröffnet wurde.
Seine politische Laufbahn beendete er im Jahr 1970. Die darauf folgenden Jahre sollten schwer für ihn werden. Kranebitter erlitt 1971 einen Hirnschlag, von dem er sich nie mehr richtig erholen sollte. 1972 verunglückte seine Schwester tödlich. Ein Jahr später kam einer seiner Söhne bei einem Autounfall ums Leben. Kranebitter starb schließlich kurz vor seinem 71. Geburtstag.
Franz Kranebitter wurde 1958 in der Erzabteikirche St. Peter in Salzburg in den Ritterorden vom Heiligen Grab zu Jerusalem investiert.